# رولف اندرسن
رولف اندرسن (انگلیسی: Rolf Andreassen; ۳ آوریل ۱۹۴۹ – ) قایقران روئینگ اهل نروژ بود.
وی در مسابقات کشوری و بین‌المللی در مجموع برندهٔ ۱ مدال نقره، ۱ مدال برنز شده‌است.